# Jeremy Bagshaw
Jeremy Bagshaw (Singapur, 21 de abril de 1992) es un deportista canadiense que compite en natación, especialista en el estilo libre. En los Juegos Panamericanos de 2023 obtuvo una medalla de bronce en la prueba de 4 × 200 m libre.

## Palmarés internacional
| Juegos Panamericanos | Juegos Panamericanos | Juegos Panamericanos | Juegos Panamericanos |
| Año                  | Lugar                | Medalla              | Prueba               |
| -------------------- | -------------------- | -------------------- | -------------------- |
| 2023                 | Santiago (Chile)     | Medalla de bronce    | 4 × 200 m libre      |